# Equilibrio parcial
El equilibrio parcial es un concepto del equilibrio económico, ampliamente empleado en microeconomía, que se centra en el estudio de una empresa, mercado particular o sector económico asumiendo que la situación en el resto del sistema es constante, especialmente los precios de los bienes sustitutivos y complementarios, los niveles de ingreso de los consumidores, etc.
En otras palabras, el análisis del equilibrio parcial propone que la venta de lo que una cierta empresa o tipo de empresas producen —todos los bienes de cierto tipo disponible en el mercado— es independiente de la situación para otros bienes o en otras empresas o mercados. El paradigma básico es que los precios se ajustan hasta que la oferta iguala a la demanda. (ver Oferta y demanda) 
La simplicidad del modelo básico inherentes en el modelo —introducido por Alfred Marshall— hacen la aproximación fácilmente comprensible y manipulable. Sin embargo, esa misma simplicidad tiene la consecuencia de producir resultados que, a pesar de parecer precisos, no necesariamente reflejan situaciones reales. 
A nivel teórico, el modelo presenta una técnica simple pero poderosa para analizar relaciones que llevan a situaciones óptimas de acuerdo con Pareto, establecer bases para comparaciones estáticas, etc.
El análisis tiene además la ventaja de concentrarse en el problema práctico que confronta, ya sea una industria o sector empresarial en particular.

## Historia

"Tijeras de Marshall"- P= precio.- Q+ Cantidad producida.- D (línea azul) demanda.- S (línea roja) oferta

A fin de estudiar mercados específicos Alfred Marshall introdujo herramientas para analizar la oferta y demanda. Central en ese esfuerzo es el diagrama de la oferta y la demanda. Ese diagrama representa en el eje vertical los precios y en el horizontal la cantidad producida de algún bien específico. La línea que remonta hacia la derecha representa la ley de la oferta: a mayor precio, la oferta produce mayor cantidad de bienes. La línea que decrece hacia la derecha representa la ley de la demanda: la demanda decae con el incremento de los precios.
Las líneas obviamente se cruzan -produciendo lo que Marshall llamó ‘la tijera’ de producción para ese mercado- Marshall alegó que la competición llevaría los precios reales al punto en el cual las líneas se cruzan, lo que establece el precio o punto de equilibrio para ese mercado. Si los productores demandan más por su producto, no todo lo producido será vendido. Y al contrario, si cobran menos, la producción no satisfará la demanda. Solo en el punto de equilibrio todo lo producido encontrará compradores y será vendido (el mercado se vaciara).

## Introducción al análisis
Como es obvio, Marshall basa su sugerencia en la percepción que tanto la oferta como la demanda determinan los precios Como es igualmente obvio, esos factores no tienen que permanecer estables en el mediano o largo plazo.

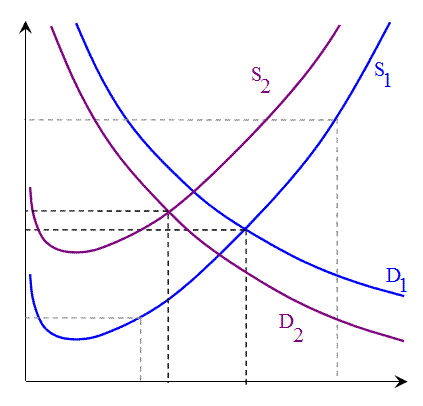
Diagrama de variaciones posibles en líneas de oferta-demanda

Si las líneas se mueven conjuntamente ya sea hacia la derecha o la izquierda estamos en una situación en la cual la cantidad producida aumenta o disminuye sin que los precios se alteren. Si las líneas se mueven conjuntamente hacia arriba o abajo estamos en una situación en la cual la cantidad producida se mantiene pero los precios aumentan (inflación) o disminuyen (deflación).
Cambios relativos pueden ser vistos como las líneas moviendo hacia la derecha o la izquierda. Si la línea de la demanda se mueve hacia la derecha (la demanda aumenta) o la línea de oferta hacia la izquierda (la oferta disminuye), el punto de equilibrio (los precios de mercado) aumenta. Y viceversa y conjuntamente se obtiene un equilibrio.
Los factores que controlan esos movimientos son. A) desde el punto de vista de los consumidores: variaciones en los ingresos disponibles.- publicidad, moda y percepciones de la “calidad” del bien.- disponibilidad de bienes alternativos.- variaciones o percepciones de futuros cambios en la oferta. B) desde el punto de vista de la productores: variaciones en los precios de insumos y recursos.- variaciones en la tecnología.- variaciones o percepciones de futuras variaciones en la demanda.

## Elasticidad
Lo anterior sugiere una cuestión obvia: si la producción depende de los precios o asumiendo que un alza de precios cause una disminución de la demanda y el establecimiento de un nuevo punto de equilibrio, ¿cual será ese punto? ¿Qué factores afectan la relación demanda-precio cuando los precios cambian?

Ilustración de cambio teórico en demanda con relación a precios

La respuesta es dada por el concepto de elasticidad, la elasticidad nos informa de cuanto cambia la demanda cuando cambian los precios. Se puede concebir como determinando la inclinación o ángulo de la línea de demanda: una línea de demanda vertical implicaría que, no importa el precio, la demanda se mantiene (el consumo de ese bien es de baja elasticidad), por el contrario una línea de demanda que se acerca a la horizontal implica que cambios pequeños en precios tiene grandes efectos en la demanda (el consumo es muy elástico). 

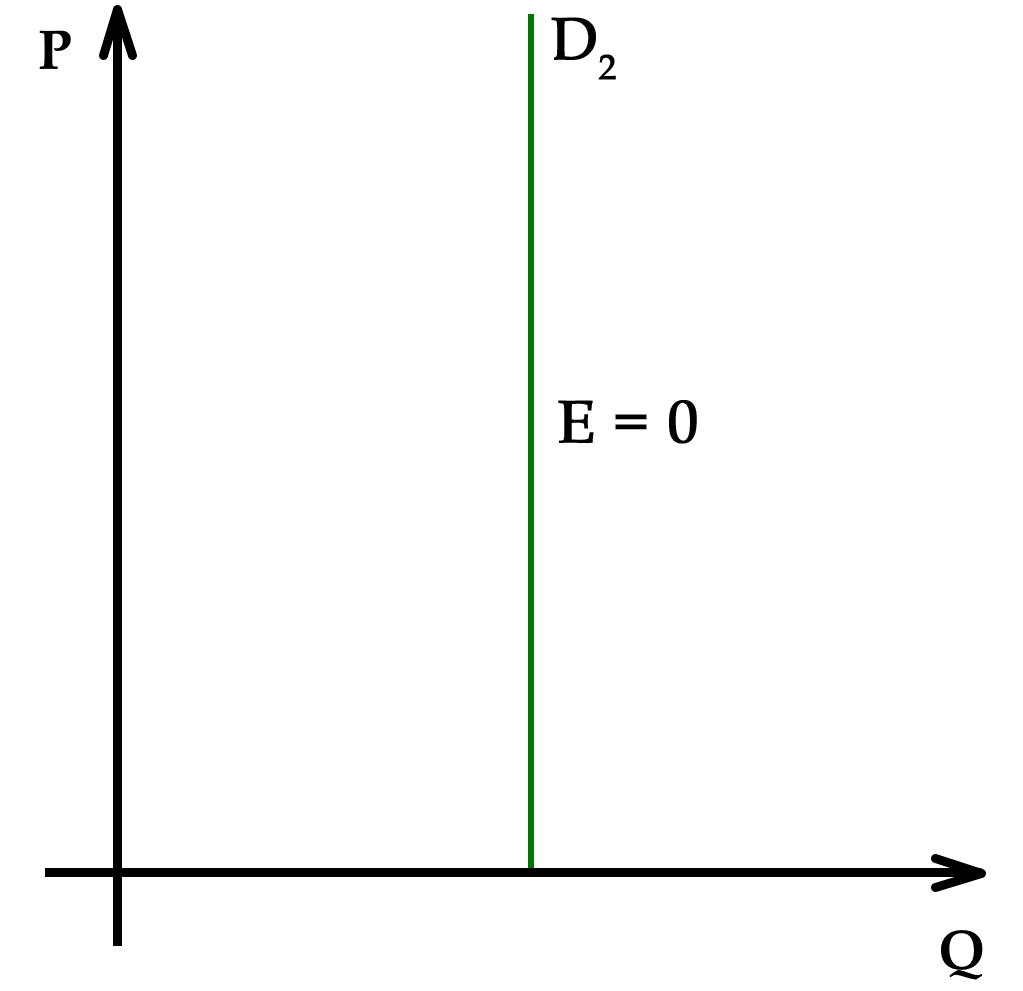
Ilustración de demanda totalmente inelástica

Los factores que influyen en la elasticidad son similares a las de la demanda, con un par de agregados: la necesidad y nivel de consumo. Para algunos bienes -por ejemplo la sal- el precio en relación con el gasto total es tal que un incremento en el precio no afecta mayormente el consumo, el gasto extra es trivial. Otros bienes -por ejemplo, el agua potable- tienen niveles de consumo que no son fácilmente modificable, o incluso no pueden caer bajo un cierto nivel. 
El concepto de elasticidad tiene una importancia mayor en economía que la mera explicación de la relación precios-consumo. Muchos fenómenos económicos de interés se establecen a partir de relaciones similares de causa-efecto no directos, es decir, relacionadas por una función: a= f (b,c...)
En este caso concreto, si deseamos establecer la elasticidad, necesitamos establecer el como la cantidad demandada varia en relación con cambios de precios. Esto es, el como d varia en relación con variaciones en p, o, matemáticamente: ∆ d/∆p.
En economía la elasticidad es generalmente representada por la letra griega épsilon (ε o E). Desde un punto de vista matemático ε es un número real que predice qué incremento porcentual de una variable "Y" tendremos si se produce un incremento porcentual de una variable "X", que controla o determina parcialmente el nivel de Y:

{\displaystyle \%Y\approx E\cdot \%X\iff \quad {\frac {\Delta Y}{Y}}\approx E{\frac {\Delta X}{X}}}

de donde - a fin de simplificar el cálculo:
{\displaystyle E(y,x)={\frac {\partial \log(y)}{\partial \log(x)}}}.

## Corto y largo plazo
Lo anterior da origen a una cuestión obvia. Por ejemplo, siguiendo la crisis del petróleo de 1973 el consumo inicial no cambio tanto como era esperado. Los consumidores no solo estaban acostumbrados a usar sus automóviles de una cierta manera, pero, además, estaban “obligados” a seguir usando los mismos. Sin embargo, compras posteriores empezaron a mostrar una preferencia por vehículos más económicos y eventualmente los productores de automóviles produjeron modelos que acomodaron esa predilección.

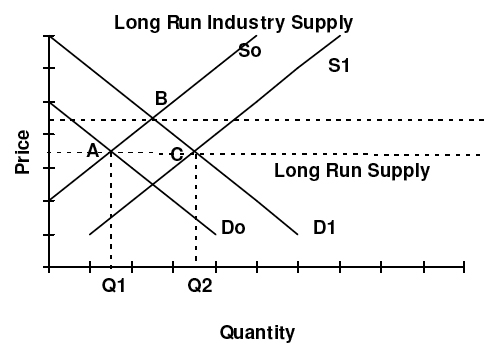
Consideraciones temporales -medido en Q o trimestres- y efecto en "la tijera"

Eso implica que la concepción de elasticidad debe incorporar un elemento temporal. 
Marshall define el periodo del mercado como siendo el tiempo necesario para que un mercado reaccione a cambios en precios. Cualquier bien producido antes que ese periodo haya transcurrido será producido al costo anterior, produzca o no ganancia.
Por ejemplo, un granjero solo puede reaccionar a cambios en la demanda y o precios en un plazo de meses, quizás un año. Pero sin relación con lo que cuesten en el presente, el granjero tendrá que vender su producto a ese precio.
Periodos inferiores al “periodo del mercado” son considerados corto plazo (short run). En el corto plazo variaciones de demanda afectaran producción solo en forma limitada. Las empresas pueden, por ejemplo, utilizar mejor sus recursos -asumiendo que no lo estén haciendo ya- pero emplear más trabajadores, aumentar la maquinaria o capacidad instalada, etc, toma tiempo.  Contrariamente, las empresas generalmente producen sobre la base de cálculos de largo plazo: disminuir la producción, despedir empleados, comprar menos insumos, etc. no son decisiones que se tomen ligera o rápidamente. 
El largo plazo (long run) es el periodo que permite a las empresas responder a esos cambios. El largo plazo es el periodo en el cual empresas pueden entrar o salir de un mercado en forma planificada.

## Periodo económico y trabajo
Marshall identifica un tipo especial de mercado: el mercado de trabajo. A diferencia de los otros, en este mercado son los hogares los que hacen la oferta/producción, y las empresas las que efectúan la demanda. 
Marshall postulo que el mercado de trabajo consiste en realidad de dos sectores o mercados independientes entre sí.
El primero funciona de acuerdo al principio maltusiano, que sugiere que cualquier aumento en los salarios llevara a un aumento en la población, lo que eventualmente llevara a una caída de salarios, de acuerdo a la ley de hierro de los sueldos.  
El segundo funciona o depende del cambio tecnológico, que implica una demanda por una fuerza de trabajo educada. Dado que el “periodo de producción” de esa fuerza de trabajo es prolongada, los salarios en este sector tienden a ser altos.